# Basílica de San Estanislao Kostka
La basílica de San Estanislao Kostka (en inglés: Basilica of St. Stanislaus Kostka) es una iglesia histórica de la diócesis católica de Winona, Minnesota, Estados Unidos, y un edificio prominente en el horizonte de la ciudad. Dentro de la diócesis es más conocida como Saint Stan's. Fue incluida en el Registro Nacional de Lugares Históricos en 1984 como Iglesia católica de San Estanislao, siendo designada como una basílica menor de la Iglesia católica el 10 de noviembre de 2011 por el papa Benedicto XVI.
La congregación se remonta al 2 de abril de 1871, cuando los líderes de la comunidad polaca de Winona declararon formalmente su intención de organizar una parroquia católica bajo el patrocinio de San Estanislao Kostka.
La basílica fue diseñada durante el invierno de 1893 a 1894 en el estilo de la catedral polaca (también le ha sido atribuido el estilo románico) por la firma de arquitectura de Winona C.G. Maybury e hijo.

## Véase también

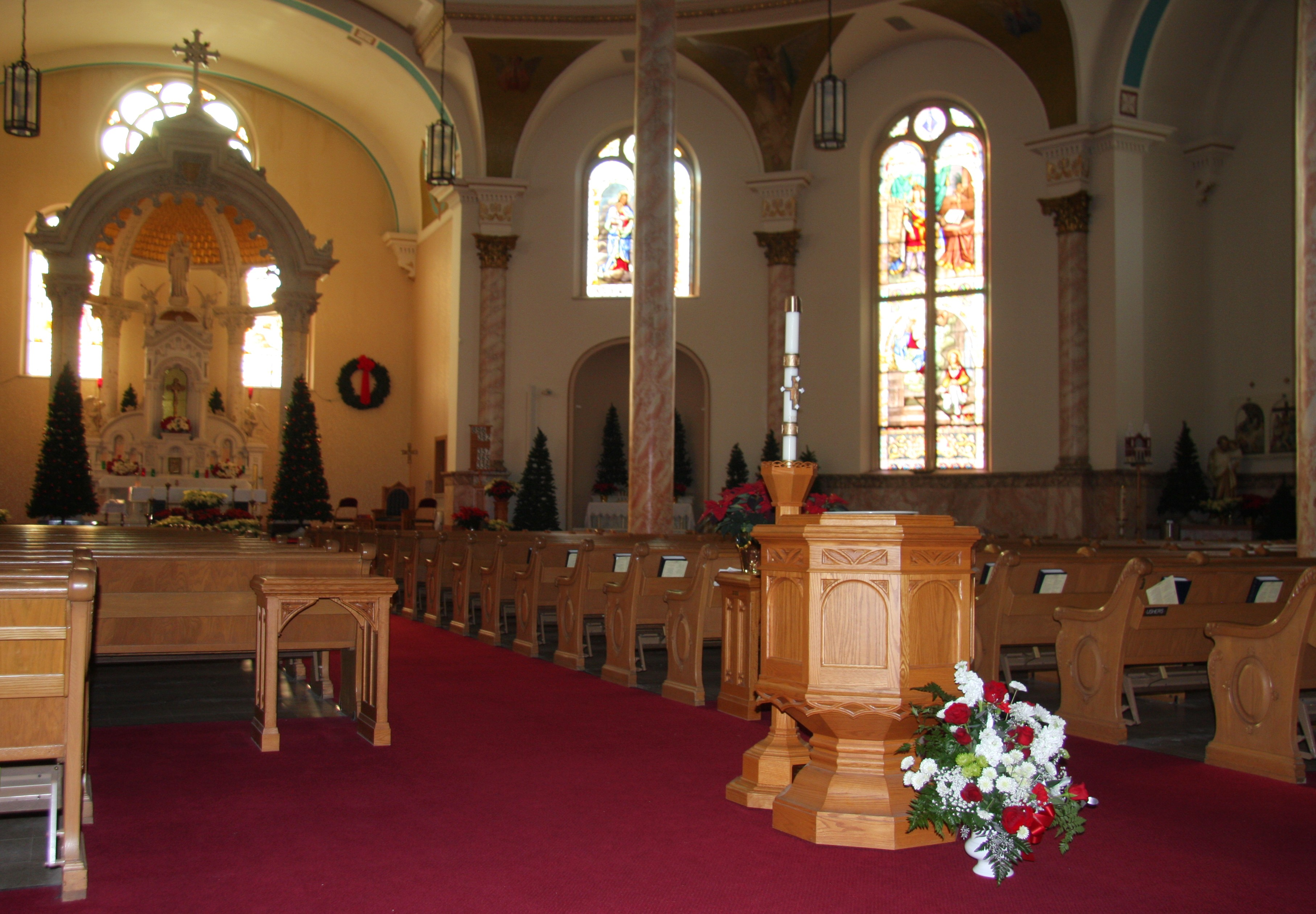
Vista interna